# Évry-Courcouronnes
Évry-Courcouronnes is een fusiegemeente (commune nouvelle) in het Franse departement Essonne im de regio Île-de-France. De plaats maakt deel uit van het arrondissement Évry. Évry-Courcouronnes is op 1 januari 2019 ontstaan door de fusie van de gemeenten Évry en Courcouronnes. De gemeente telde 66.700 inwoners op 1 januari 2022.

## Geografie
De oppervlakte van Évry-Courcouronnes bedroeg op 1 januari 2022 12,70 vierkante kilometer; de bevolkingsdichtheid was toen 5.252 inwoners per km².
De onderstaande kaart toont de ligging van Évry-Courcouronnes met de belangrijkste infrastructuur en aangrenzende gemeenten.

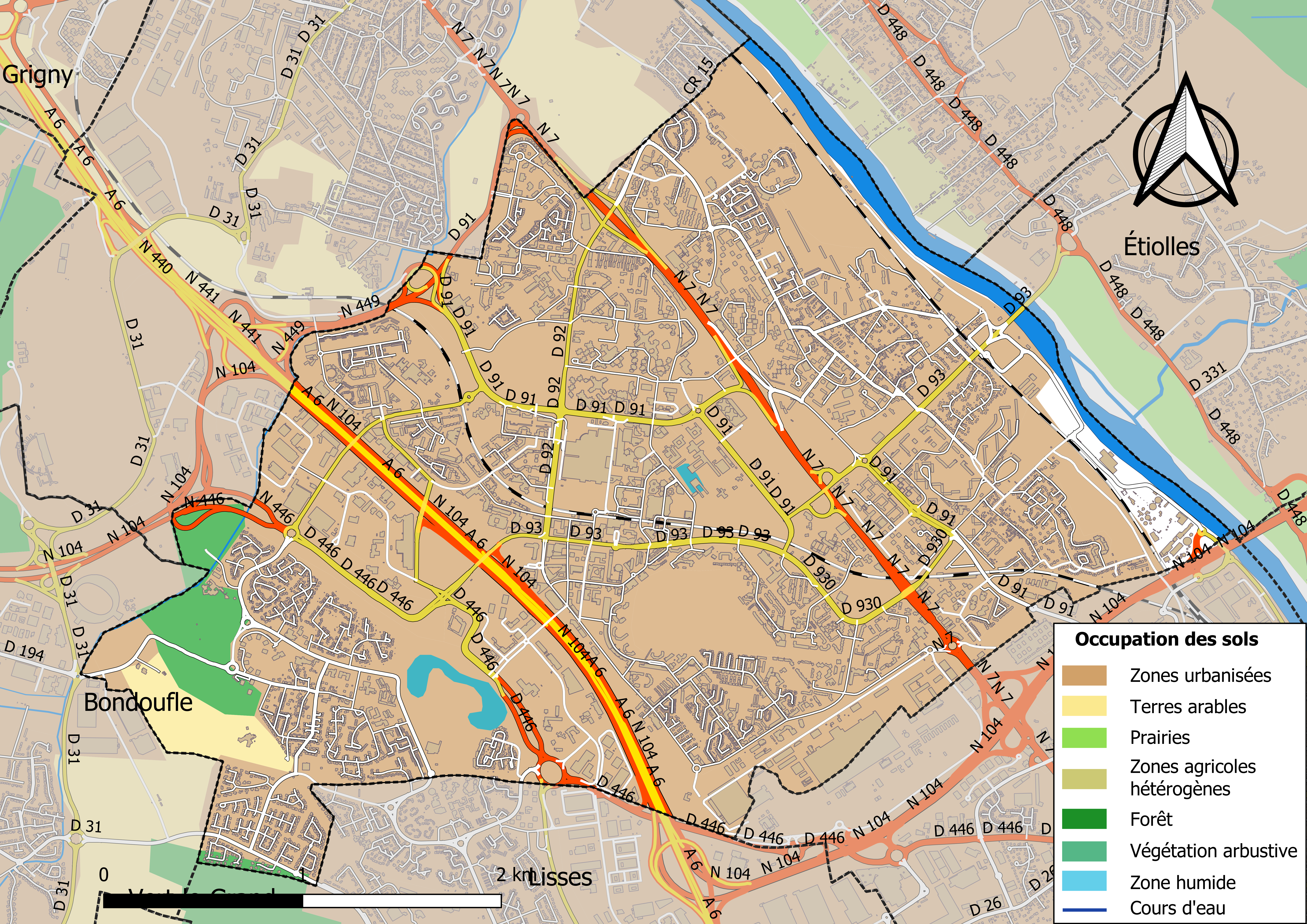

## Demografie
Onderstaande figuur toont het verloop van het inwonertal (bron: INSEE-tellingen).